# ريكاردو ماثيوز
ريكاردو ماثيوز (بالإنجليزية: Ricardo Mathews)‏ هو لاعب كرة قدم أمريكية أمريكي، ولد في 30 يوليو 1987 في جاكسونفيل في الولايات المتحدة.

## وصلات خارجية
- ريكاردو ماثيوز على موقع مرجع كرة القدم المحترفة.كوم (الإنجليزية)